# Horst Massmann
Horst Massmann (* 6. Juni 1942 in Brockel) ist ein deutscher Pädagoge, er war Oberschulrat und war von 1999 bis 2023 Kommunalpolitiker (SPD) in Bremen-Osterholz.

## Biografie

### Familie
Massmann ist der Sohn von Annemarie und August Massmann. Er ist der dritte von fünf Söhnen einer Familie, die in Grolland lebte und ab 1942 vorübergehend in Brockel, da ihr Haus ausgebombt wurde.
Er ist seit 1965 verheiratet, hat drei Kinder und wohnt seit 1971 in Bremen-Osterholz.

### Ausbildung und Beruf
Massmann besuchte die Volksschule in Brockel, die Realschule in Visselhövede und Bremen (An der Delmestraße) sowie ab der achten Klasse das Gymnasium am Leibnizplatz (Abitur 1962). Er studierte bis 1965 an der Pädagogischen Hochschule Bremen und absolvierte später zwei Jahre lang ein Aufbaustudium in Hamburg.
Von 1965 bis 1971 war er Lehrer an der Grund- und Hauptschule Flämische Straße in Bremen-Huchting (heute Oberschule Roland zu Bremen). Im Oktober 1971 wurde er Pädagogischer Mitarbeiter in der Planungsabteilung des Bildungssenators Moritz Thape (SPD). Als solcher erstellte er die Raumprogramme für mehr als 20 Schulen. 1974 erfolgte seine Ernennung zum Schulrat für das Referat Schulentwicklungsplanung. Ab 1978 übernahm er zusätzlich die Aufgaben der Schulaufsicht für 12 Schulen in Hemelingen. 1980 erfolgte seine Beförderung zum Oberschulrat mit der zusätzlichen Schulaufsicht für acht Schulen in Osterholz.

Darüber hinaus betreut er seit 1978 die Sammlung des historischen Schulmaterials und initiierte den Aufbau der Schulgeschichtlichen Sammlung (SGS), die ab 1984 im Volksschulgebäude Auf der Hohwisch untergebracht war und 2009 das Schulmuseum Bremen wurde. Er war Mitgründer des Fördervereins für die SGS und von 1984 bis 2010 deren stellvertretender Vorsitzender. 2010 war er Mitgründer des Trägervereins Schulmuseum Bremen und von 2010 bis 2019 dessen Vorsitzender.
Von 1994 bis 2003 war er Schulleiter der Schule Auf der Hohwisch mit Grundschule und der Schulgeschichtlichen Sammlung (SGS).

### Politik
Massmann wurde 1970 Mitglied der SPD. Ab den 1980er Jahren wirkte er in der SPD-Arbeitsgemeinschaft für Bildung, davon vier Jahre im Vorstand. Von 2003 bis 2018 war er Mitglied in der SPD-Mandatskommission zur Aufstellung der Liste für die Bremer Bürgerschaftswahlen. Er war in verschiedenen Parteigremien aktiv.
Von 1999  bis 2023 war er für die SPD Mitglied im Stadtteilbeirat Osterholz, seit 2003 Sprecher des Bauausschusses und danach des Bildungsausschusses und des Kulturausschusses sowie seit 15 Jahren Sprecher der SPD-Fraktion.
In besonderem Maße setzte er sich für die Belange des Osterholzer Friedhofs ein. Die sechs bremischen Ehrenanlagen für KZ-Opfer und Soldaten, für Bombenopfer, für Vertriebene, für niederländischen Kriegsopfer, für ausländische Kriegsopfer und für im Lazarett verstorbene wurden durch ihn maßgeblich betreut. Er initiierte und koordinierte die Erstellung eines umfangreichen Buches über den Friedhof. Er organisierte mehrere Ausstellungen und Fotowettbewerbe zum Stadtteil Osterholz.

### Weitere Mitgliedschaften
- Trägerverein sowie Freundeskreis des Schulmuseums Bremen, Vorstandsmitglied[21]
- Image AG; Mitgründer[22]
- Geschichtswerkstatt Osterholz; Mitgründer[23]
- Historische Gesellschaft Bremen
- Freundeskreise des Überseemuseums Bremen und des Focke-Museums

### Ehrungen
- 2012: Senatsempfang zum 70. Geburtstag durch Bildungssenatorin Renate Jürgens-Pieper (SPD) und Bürgerschaftspräsident Christian Weber (SPD)
- 2021: Bundesverdienstkreuz am Bande, überreicht durch Bürgermeister Andreas Bovenschulte[24][25]
- 2022: 5. Bremer Denkmalpflegepreis des Landes Bremen für „langanhaltendes Engagement ... in der Denkmalvermittlung ... der Geschichte des Osterholzer Friedhofs und der Egestorff-Stiftung“ überreicht durch Bürgermeister   Andreas Bovenschulte.

## Werke
- Die Viefalt von Flora und Fauna. In: 100 Jahre Friedhof Osterholz. Natur-, Kultur- und Kriegsdenkmal. Edition Falkenberg, Bremen 2020, S. 46ff.
- Spuren von Bremen aus vier Jahrhunderten. In: 100 Jahre Friedhof Osterholz. Natur-, Kultur- und Kriegsdenkmal. Edition Falkenberg, Bremen 2020, S. 120ff.
- Eine Auswahl besonderer Grabstätten. In: 100 Jahre Friedhof Osterholz. Natur-, Kultur- und Kriegsdenkmal. Edition Falkenberg, Bremen 2020, S. 148ff.
- Wanderung zu den Kriegsgräbern und Gedenkstätten auf dem Osterholzer Friedhof. In: 100 Jahre Friedhof Osterholz. Natur-, Kultur- und Kriegsdenkmal. Edition Falkenberg, Bremen 2020, S. 240ff.